# Girls (canción)
«Girls» es un sencillo digital grabado por el grupo femenino surcoreano Aespa. Fue lanzado el 8 de julio de 2022 por SM Entertainment como el sencillo principal del segundo EP del grupo, Girls. 

## Posicionamiento en listas

### Semanales
| Lista (2022)                              | Mejor posición |
| ----------------------------------------- | -------------- |
| Corea del Sur (Circle Digital Chart)      | 8              |
| Estados Unidos (World Digital Song Sales) | 6              |
| Japón (Japan Hot 100)                     | 30             |